# (36066) 1999 RW49
1999 RW49 (asteroide 36066) é um asteroide da cintura principal. Possui uma excentricidade de 0.07044220 e uma inclinação de 2.39392º.
Este asteroide foi descoberto no dia 7 de setembro de 1999 por LINEAR em Socorro.